# Vitalij Mykolenko
Vitalij Serhijovytj Mykolenko (ukrainska: Віталій Сергійович Миколенко), född 29 maj 1999, är en ukrainsk fotbollsspelare som spelar för Everton. Han spelar även för Ukrainas landslag.

## Klubbkarriär
Den 1 januari 2022 värvades Mykolenko av Everton, där han skrev på ett 4,5-årskontrakt. Mykolenko debuterade i Premier League den 15 januari 2022 i en 2–1-förlust mot Norwich City.

## Landslagskarriär
Mykolenko debuterade för Ukrainas landslag den 20 november 2018 i en 0–0-match mot Turkiet.